# 1968年メキシコシティーオリンピックのデンマーク選手団
1968年メキシコシティーオリンピックのデンマーク選手団（1968ねんメキシコシティーオリンピックのデンマークせんしゅだん）は、1968年10月12日から10月27日にかけてメキシコの首都メキシコシティーで開催された1968年メキシコシティーオリンピックのデンマーク選手団、およびその競技結果。

## 概要
今大会は金メダル1個、銀メダル4個、銅メダル3個の合計8個のメダルを獲得した。

## メダル
| メダル | 選手名                                                                      | 競技   | 種目                      |
| ------ | --------------------------------------------------------------------------- | ------ | ------------------------- |
| 金     | パー・イェルゲンセン レノ・オルセン グンナー・アスムセン モーエンス・フレユ | 自転車 | 男子4000m団体追い抜き     |
| 銀     | ライフ・モルテンセン                                                        | 自転車 | 男子個人ロードレース      |
| 銀     | ニールス・フレッドボーグ                                                    | 自転車 | 男子1000mタイムトライアル |
| 銀     | モーエンス・フレユ                                                          | 自転車 | 男子4000m個人追い抜き     |